# Max-Planck-Institut für Infektionsbiologie
Das Max-Planck-Institut für Infektionsbiologie (MPIIB) ist eine außeruniversitäre Forschungseinrichtung der Max-Planck-Gesellschaft in Berlin-Mitte und wurde 1993 gegründet. Geschäftsführender Direktor ist gegenwärtig Arturo Zychlinsky. Das MPIIB gliedert sich in neun Forschungsgruppen, zwei Partnergruppen und zwei Emeritusgruppen, die vom Gründungsdirektor Stefan H. E. Kaufmann und vom Emeritus-Direktor Thomas F. Meyer geleitet werden. Die von der Nobelpreisträgerin Emmanuelle Charpentier geleitete Abteilung "Regulation in der Infektionsbiologie" wurde im Mai 2018 als eigenständige Forschungsstelle ausgegliedert. Die Max-Planck-Forschungsstelle für die Wissenschaft der Pathogene ist inzwischen administrativ unabhängig vom Max-Planck-Institut für Infektionsbiologie. Im Oktober 2019 haben die Forschungsgruppenleiter Igor Iatsenko und Matthieu Domenech de Cellès ihre Arbeit am Institut aufgenommen; der Tuberkuloseforscher Mark Cronan ist seit März 2020 Forschungsgruppenleiter am Institut. Silvia Portugal kam im Juni 2020 als Lise-Meitner-Gruppenleiterin an das MPIIB. Mit dem Start der Forschungsgruppenleiter Felix M. Key im September und Olivia Majer im Oktober 2020, wurde die Reorganisation des Max-Planck-Instituts für Infektionsbiologie abgeschlossen. Im Jahr 2023 wurde Simone Reber als Max-Planck-Fellow an das Institut berufen. 

## Forschungsgruppen
Abteilung Zelluläre Mikrobiologie (Arturo Zychlinsky): Der Forschungsfokus der Gruppe liegt auf einer möglichen Immunfunktion eukaryotischen Chromatins. Schwerpunktthemen sind die von der Forschungsgruppe entdeckten "Neutrophil Extracellular Traps" (NETs) und die Erforschung der Rolle von Histonen im Immunsystem.
Forschungseinheit Vektorbiologie (Elena Levashina): Die Gruppe erforscht, welche Rolle das Immunsystem von Moskitos für die Regulation der Entwicklung von Malaria-Parasiten spielt.
Forschungsgruppe In vivo Zellbiologie der Infektionen (Mark Cronan): Die Gruppe erforscht wie Granulome im Rahmen einer Tuberkuloseinfektion entstehen und wie man durch sogenannten Host-Directed Therapies Wirtsorganismen gegen Infektionen schützen kann.
Forschungsgruppe Epidemiologie der Infektionskrankheiten (Matthieu Domenech de Cellès): Die Arbeitsgruppe erforscht die Populationsbiologie von Infektionskrankheiten, um zu verstehen, wie sich individuelle Infektionsmechanismen eine Dynamik auf Bevölkerungseben entwickeln.
Forschungsgruppe Genetik der Wirt-Mikroben-Interaktion (Igor Iatsenko): Die Gruppe erforscht die Wirt-Erreger-Beziehungen bei der Fruchtfliege Drosophila. Sein Fokus liegt dabei auf den Mechanismen, mit denen pathogene Mikroorganismen Krankheiten auslösen, und wie Störungen von „nützlichen“ Mikroben die Gesundheit der Fliege beeinflussen.
Forschungsgruppe Evolutionäre Pathogenomik (Felix M. Key): Die Gruppe erforscht die genetischen Mechanismen und die phänotypische Variation, die der Entstehung und Anpassung infektiöser Mikroben zugrunde liegen.
Forschungsgruppe Regulation der angeborenen Immunantwort (Olivia Majer): Die Gruppe untersucht, wie die räumliche Organisation und der Transport von angeborenen Immunrezeptoren zur Immunhomöostase beitragen und wie Störungen dieser Prozesse Entzündungen und Autoimmunität fördern.
Lise-Meitner-Forschungsgruppe Biologie der Malariaparasiten (Silvia Portugal): Die Gruppe untersucht die Wechselwirkungen zwischen Malariaparasiten und dem menschlichen Wirt in Umgebungen mit jahreszeitlichen Wetterveränderungen, um die Saisonalität von Malariaerkrankungen zu verstehen.
Max-Planck-Fellow Simone Reber (Forschungsgruppe Quantitative Biologie): Die Gruppe erforscht die biochemischen und biophysikalischen Prinzipien, die der Selbstorganisation und Skalierung von Organellen zugrunde liegen.
Forschungsgruppe Visualisierung immunologischer Signalwege (Marcus Taylor): Die Gruppe erforscht die zelluläre Informationsübertragung im Kontext von Infektionen und Immunantworten.
Emeritusgruppe Immunologie (Stefan H. E. Kaufmann): Die Gruppe widmet sich verschiedenen Aspekten der Infektion und Immunologie der Tuberkulose sowie der rationalen Impfstoff-Forschung.
Emeritusgruppe Molekulare Biologie (Thomas F. Meyer): Die Gruppe erforscht die Pathogenese von Chlamydien-, Helicobacter- und Neisserien-Infektionen. Besonderer Augenmerk liegt auf den molekularen Mechanismen der Interaktion der genannten Erreger mit ihren Wirtszellen und Wirtszellantworten. Dabei nimmt die funktionelle Genomik der Wirtszelle mittels RNA-Interferenz besonderen Raum ein.

## International Max Planck Research School (IMPRS)
Das Institut ist an der International Max Planck Research School for Infectious Diseases and Immunologie (IMPRS-IDI) in Berlin beteiligt. Die IMPRS-IDI ist ein englischsprachiges Doktorandenprogramm, an dem weiterhin die FU Berlin, die Humboldt-Universität Berlin, das Robert Koch-Institut, das Deutsche Rheuma-Forschungszentrum und das Leibniz-Institut für Zoo- und Wildtierforschung beteiligt sind. Die IMPRS-IDI bildet zusammen mit fünf weiteren Graduiertenschulen die "ZIBI Graduate School Berlin". Ziel der IMPRS-IDI ist "das bessere Verständnis von Wirt-Pathogen-Interaktionen auf allen Ebenen". Sprecher der IMPRS-IDI ist Arturo Zychlinsky.